# 慕輿文
慕輿文（？—？），五胡十六國的前燕人與後燕時期人。

## 家庭背景
父親慕輿句為五胡十六國前燕太子的太保，此官職負責輔佐並監護年幼時期的太子，可謂十分接近權力核心。鑒於《永樂大典》中述及的慕輿句「勤恪廉靖、心計默識、不案薄書、終始無漏」，公元302年(晉太安元年)，與前燕的開國君主慕容廆執掌政府財庫，主要負責財務支出。公元350年(東晉永和元年)，後趙發生動亂，慕容句前去追擊，對陣幽州刺史王永與後趙大將鄧恆。

## 生平概述

#### 出生與成長時期簡介
慕輿文是慕輿句之子，曾經擔任平陽太守一職。

#### 淝水之後的亂世與慕輿文的一展長才
西元383年11月(東晉太元八年/前秦建元十九年)，淝水之戰爆發，前秦皇帝苻堅領八十餘萬的兵力南下入侵東晉。此時東晉的當朝宰相為謝安，以七萬兵力對陣近十二倍差距的前秦軍隊。縱使前秦地大物博，但在謝安謝玄二人帶領的東晉可說是實力雄厚。利用北府兵與土斷制度將人力資源做最大限度的運用，最後以寡擊眾東晉擊敗了一代強權前秦。
北府兵所訓練出來的勁旅與同期的軍隊並非同一個等級的，此舉大大的強化了東晉的軍備實力；土斷制增進了東晉朝廷內部的稅收，史家也曾評斷這段時期也為東晉財務較為充裕的一段時間。此舉也被南朝宋的開國君王劉裕大力稱讚。
然而這便是延續中國分裂的主因。
自淝水之戰的結束以前秦大敗作為收場，其中前秦征南大將軍符融戰死沙場，385年(東晉太元十年/前秦建元二十一年)符堅遭羌族的姚景茂(姚萇)所殺，這位姚景茂正是後秦的開國君主；南方的東晉朝廷也雞犬不寧，鑒於宰相謝安與將軍謝玄雙雙退隱，迫使東晉只能趨於守勢。東晉先是延續了十餘年，最後在西元420年遭到南朝宋劉裕的篡位；反之北方則是要等到西元439年北魏的出現統一北方。
此時的前燕也是腥風血雨，第五任前燕君主慕容暐原先遭前秦大敗，作為前秦的敗將後任新興侯(類似尚書一職)。然而公元前283年前秦的大敗，此時正是慕容暐起兵的大好時機，加上慕容垂先是舉兵建立「後燕」，緊接著慕容泓建立「西燕」，並兩國皆與前秦的軍隊陷於戰事。上述三事更激起了慕容暐的復國情操，為此，他先是與慕容肅聯合在長安城內的鮮卑人製造混亂，並藉著兒子婚禮為由設計殺害苻堅。然而符堅有事不克出席，事跡敗露，兩人遭到符堅的殺害，並連帶處分城內的鮮卑人。
然而這正是使得慕輿文出人頭地的重要機運。淝水大戰後，北方部族全陷入了混亂，伴隨著是五胡十六國的出現。為了制止此局面的擴大，符堅派出大將劉庫仁迎擊後燕。後燕發起了十分頑強的抵抗，圍困了符堅之子符丕與幽州刺史王永，劉庫仁率軍前往救援，遭到平陽太守慕輿文的伏擊，倉皇逃往馬廄中，被慕輿文發現，當場斬首之。
劉庫仁死後，尤其弟劉眷繼承其兄攝國事的職位，劉衛辰與燕成武帝慕容垂交好，贈其良馬希望維持友誼。然而贈送的過程中，劉眷領軍大敗慕容軍，此舉引發慕容垂十分不滿，派出慕輿文前往制裁。追擊後與劉眷占得難分難捨，劉庫仁之子劉顯見其叔陷入危難，立刻上前救其，然而慕輿文的戰鬥能力強大，大敗叔侄倆，使他們敗逃回平陽一帶。
劉顯在逃回北方之後，殺害叔父劉眷，並自立為王。

## 趣聞軼事
慕輿文的姓氏為慕輿，而慕輿二字為複姓，且與慕容二字的讀音類似，為了避諱，天賜末年，全面以「輿」為氏，不敢再用慕輿二字。然而在北魏宣武帝時期(延昌末年/西元515年)才得以恢復舊姓氏。